# Стефан Кокилев
Стефан Христов Кокилев е български офицер, генерал-майор, командир на 4-та пехотна преславска дивизия (1929 – 1933).

## Биография
Стефан Кокилев е роден на 1 февруари 1880 г. в Ловеч. През 1902 г. завършва Военното училище в София. Служи последователно в пети и девети артилерийски полкове. Бил е в 3-ти гаубичен полк, както и в Бреговата артилерийска група на флота. По-късно служи в 9-и артилерийски полк. През 1921 – 1922 г. е командир на 1-во полско артилерийско отделение. През 1927 г. назначен за завеждащ артилерийската част на 2-ра военноиспекционна област, след което е назначен на служба към Артилерийската инспекция. От 1929 е командир на четвърта пехотна преславска дивизия. Уволнен е от служба през 1933 година.
Умира през 1959 г. в София.

## Военни звания
- Подпоручик (1902)
- Поручик (1905)
- Капитан (1909)
- Майор (27 февруари 1917)
- Подполковник (20 август 1919)
- Полковник (6 май 1924)
- Генерал-майор (30 януари 1930)